# Selda Bağcan
Havva Selda Bağcan (Muğla, Turquía; 14 de diciembre de 1948) conocida artísticamente como Selda Bağcan es una cantautora, guitarrista y productora musical turca.

## Primeros años
Selda Bağcan nació en 1948 en la ciudad turca de Muğla. Su padre era un médico veterinario de origen turco-macedonio de la ciudad de Bitola y su madre era maestra de origen tártara de Crimea. Tenía dos hermanos mayores llamados Savaş y Sezer, y un hermano menor llamado Serter que nació cuando ella tenía dos años. La familia se mudó a Van poco después del nacimiento de Serter, donde Selda pasó la mayor parte de su infancia. Su padre, Selim, era un entusiasta de la música que tocaba el saxofón y la flauta y alentó a todos sus hijos a comenzar a tocar instrumentos desde una edad muy temprana. Ella misma comenzó a tocar la mandolina cuando tenía cinco años. La familia pasó muchas tardes tocando música juntos, bajo la dirección de su padre.
Tras la inesperada muerte de su padre por fiebre tifoidea en 1957, el resto de la familia se mudó a Ankara para estar cerca de la hermana de la madre de Selda. Desde ahí continuó tocando la mandolina, y también tocando la guitarra, durante sus años de secundaria y preparatoria. 
Al principio, ella cantó en inglés, italiano y canciones en español que escuchaba en la radio, pero durante sus años como estudiante en la Universidad de Ankara donde estudiaba ingeniería física, ella comenzó a desarrollar un interés en la música popular tradicional turca, inspirado por los primeros cantantes de rock de Anatolia como Cem Karaca, Barış Manço y Fikret Kızılok, así como la cantante de folk Saniye Can.

## Carrera
Su carrera como cantautora profesional comenzó en 1971, durante su último año en la universidad, con el estímulo y el apoyo del productor musical con sede en Ankara, Erkan Özerman. Los seis singles que lanzó ese año, en los que interpretó canciones populares tradicionales turcas con una voz fuerte y emotiva, acompañada de una simple guitarra acústica o bağlama, la llevaron a la fama nacional. En 1972, fue seleccionada por el Ministerio de Asuntos Exteriores de Turquía para representar a Turquía en el concurso internacional de canciones Golden Orpheus. Lanzó doce singles más y tres discos LP hasta 1980 y recorrió muchas ciudades de Turquía y Europa occidental. Muchas de sus canciones llevaban fuertes críticas sociales y solidaridad con los pobres y la clase trabajadora, lo que la hizo especialmente popular entre los activistas y simpatizantes de izquierda durante los años 70
políticamente polarizados.
Experimentó con el rock and roll y con sonidos sintéticos y electrónicos en sus LP, aunque su estilo musical permaneció firmemente arraigado en la tradición popular. Después del golpe de Estado turco de 1980, fue perseguida por los gobernantes militares debido a sus canciones políticas, y fue encarcelada tres veces entre 1981 y 1984. De nueva cuenta en 1987 fue retenida y confiscada por las autoridades turcas porque su pasaporte estaba totalmente confiscado y descodificado, entre otras cosas más y motivo por el cual le impidió asistir al primer festival de lectura de WOMAD en ese año. En parte gracias a la presión de WOMAD, su pasaporte fue devuelto inmediatamente  y se ahí comenzó una gira en Europa, dando conciertos en los Países Bajos y el Reino Unido en ese mismo año.
Desde entonces, ha producido varios álbumes y dado conciertos en muchas ciudades de Turquía y en todo el mundo, y permanece activa en la escena musical turca. Su canción Uğurlar Olsun (Farewell), fue un lamento que compuso para el periodista asesinado Uğur Mumcu, que fue inmensamente popular y rápidamente se convirtió en un símbolo de la turbulencia política de la década de los 90s, un período marcado por varios asesinatos de alto perfil sin resolver en Turquía. A finales del 2000, sufrió heridas graves en un accidente automovilístico camino a un concierto en Antakya, sufrió varios huesos rotos, así como contusiones y cortadas en todo el cuerpo.
Ella expresó su solidaridad con las protestas del Parque Gezi de 2013, a pesar de que no pudo participar físicamente en las protestas debido a un concierto en Bélgica. En noviembre de 2014, Selda encabezó Le Guess Who? Festival en Utrecht, Países Bajos, junto con bandas que admitieron estar influenciadas por su música, incluyendo St. Vincent, Tune-Yards and Suuns y Jerusalem In My Heart.
Bağcan actualmente vive en Estambul y dirige la compañía de producción musical Majör Müzik Yapım. Su música ha sido probada por varios músicos fuera de Turquía, incluida la banda 2manydjs y los artistas de hip-hop Mos Def, Oh No y Dr. Dre.

## Discografía
•Katip Arzuhalim Yaz Yare Böyle - Mapusanede Mermerden Direk (1971)
•Tatlı Dillim Güler Yüzlüm - Mapusanelere Güneş Doğmuyor (1971)
•Çemberimde Gül Oya - Toprak Olunca (1971)
•Adaletin Bu Mu Dünya - Dane Dane Benleri (1971)
•Seher Vakti - Uzun İnce Bir Yoldayım (1971)
•Yalan Dünya - Kalenin Dibinde (1972)
•Eyvah Gönül Sana Eyvah - Zalim Sevgililer Bu Sözüm Tamaño (1972)
•Bölemedim Felek İle Kozumu - Bülbül (1973)
•Gesi Bağları - Altın Kafes (1973)
•Nem Kaldı - Rabbim Neydim Ne Oldum (1974)
•Aşkın Bir Ateş - O Günler (1974)
•Anayasso - Bad-Sabah (1974)
•Dostum Dostum - Yuh Yuh (1975)
•Kaldı Kaldı Dünya - İzin İze Benzemiyor (1975)
•Görüş Günü - Şaka Maka (1976)
•Almanya Acı Vatan - Kıymayın Efendiler (1976)
•Aldırma Gönül Aldırma - Suç Bizim (1976)

### Álbumes de estudio
•Türkülerimiz 1 (1974) "Re-lanzamiento: 1995"
•Türkülerimiz 2 (1975) "Re-lanzamiento: 1996"
•Türkülerimiz 3 (1976)
"Re-lanzamiento:1998"
•Türkülerimiz 4 (1977) "Re-lanzamiento: 1999"
•Türkülerimiz 5 (1978) "Re-lanzamiento: 2001"
•Türkülerimiz 6 (1979) "Re-lanzamiento: 2006"
•Türkülerimiz 7 (1980)
•Türkülerimiz 8 (1982)
•Türkülerimiz 9 (1983)
•Türkülerimiz 10 (1985)
•Dost Merhaba (1986)
•Yürüyorum Dikenlerin Üstünde (1987)
•Özgürlük ve Demokrasiyi Çizmek (1988)
•Felek Beni Adım Adım Kovaladı (1989)
•Anadolu Konserleri: Müzikteki 20 años (1 y 2) (1990)
•Ziller ve İpler - Akdeniz Şarkıları 1 (1992)
•Uğur'lar Olsun (1993)
•Koçero (con Ahmet Kaya) (1994)
Çifte Çiftetelli - Akdeniz •Şarkıları 2 (1997)
•Ben Geldim (2002)
•Deniz'lerin Dalgasıyım (2004)
•Güvercinleri de Vururlar (2009)
•Halkım (2011)